# Alexander Sergejewitsch Tanejew

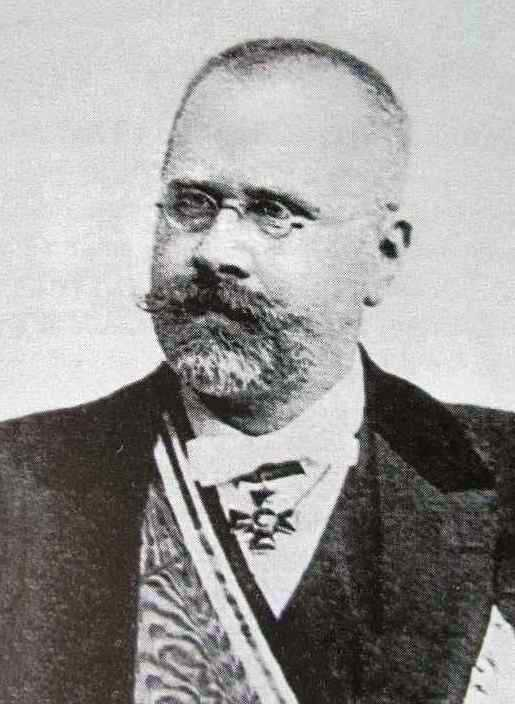
Alexander Tanejew (1904)

Alexander Sergejewitsch Tanejew (russisch Александр Сергеевич Танеев; * 5.jul. / 17. Januar 1850greg. in Sankt Petersburg; † 25. Januarjul. / 7. Februar 1918greg. in Petrograd) war ein russischer Komponist.

## Leben
Tanejew stammte aus einer musikalischen Familie. Sein Vater, hauptberuflich Direktor der Kaiserlichen Kanzlei und Geheimrat, war ein leidenschaftlicher Amateurkomponist, seine Mutter spielte hervorragend Klavier. Auch der berühmte Komponist Sergei Tanejew war weitläufig mit ihm verwandt, wobei die weit verbreitete Annahme, Alexander sei der Onkel von Sergei, allerdings falsch ist. Tanejew trat beruflich in die Fußstapfen seines Vaters: nach seinen Studien begann er eine Beamtenlaufbahn, die ihn letztendlich Nachfolger seines Vaters als Direktor der Kaiserlichen Kanzlei werden ließ. Allerdings beschäftigte er sich nebenbei intensiv mit Musik: er studierte in Dresden und St. Petersburg, wo Nikolai Rimski-Korsakow zu seinen Lehrern gehörte. Sein Leben lang pflegte er Kontakte zu berühmten Musikern seiner Zeit, namentlich den Mitgliedern des Mächtigen Häufleins. Tanejew wirkte auch als Volksliedsammler, was dazu führte, dass er im Jahre 1900 zum Vorsitzenden der Volksmusikabteilung der Kaiserlich Russischen Geographischen Gesellschaft ernannt wurde. 1902 wurde er Ehrenmitglied der Russischen Akademie der Wissenschaften in St. Petersburg. Als Komponist war er zu Lebzeiten immerhin so angesehen, dass der Großteil seiner Werke zur Aufführung gelangte. Heute ist Alexander Tanejew jedoch weitgehend vergessen.
Tanejew war mit Nadeschda Illarionowna Tolstaja (1860–1937) verheiratet. Sie hatten drei Kinder, darunter die Tochter Anna Wyrubowa, die engste Vertraute und Hofdame der letzten russischen Zarin Alexandra Fjodorowna war.

## Stil
Tanejew war ein typischer Vertreter der nationalrussischen Bewegung. Er beschäftigte sich intensiv mit der Folklore seines Landes und ließ diese massiv in seine Kompositionen einfließen. Dieses Interesse geht einher mit einer soliden Beherrschung des Kompositionshandwerkes, wodurch er sich vom ursprünglichen Konzept des Mächtigen Häufleins unterscheidet, allerdings durchaus repräsentativ für seine Komponistengeneration ist. Seine Werke zeichnen sich durch klare Formgebung, gekonnte Instrumentation und durchdachte thematische Arbeit aus. Sein Stil zeigt Parallelen zu Alexander Borodin und Pjotr Tschaikowski, weist indes wenig Eigentümlichkeiten auf, weshalb ihm Epigonentum zum Vorwurf gemacht worden ist.

## Werke
- Orchesterwerke
  - Sinfonie Nr. 1 (1890)

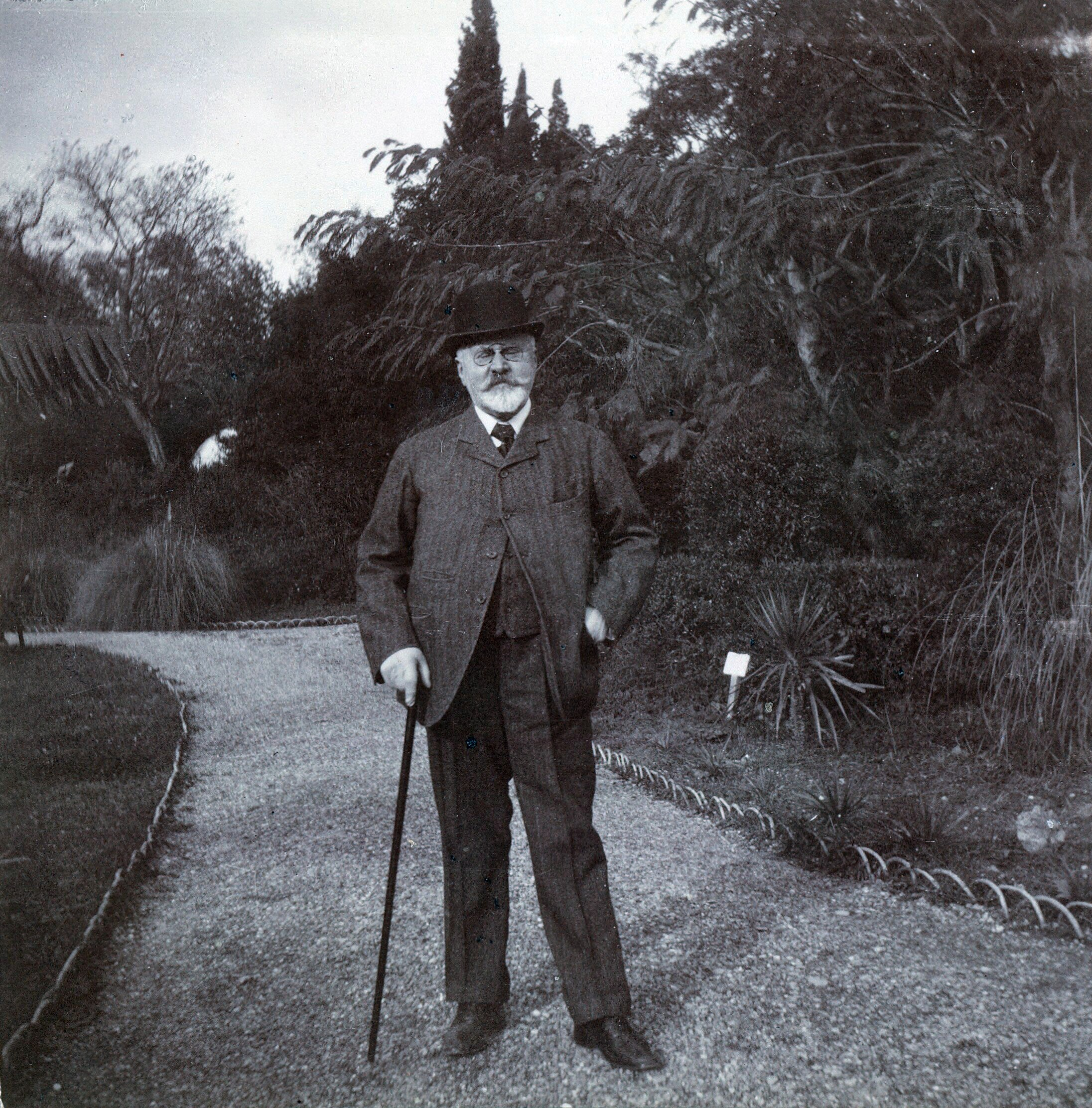
Alexander Sergejewitsch Tanejew

  - Sinfonie Nr. 2 b-Moll op. 21 (1902/03)
  - Sinfonie Nr. 3 E-Dur op. 36 (1908)
  - Suite Nr. 1 A-Dur op. 9 (vor 1900)
  - Suite Nr. 2 F-Dur op. 14 (um 1900)
  - „Aljoscha Popowitsch“, Sinfonische Ballade op. 11 (vor 1900)
  - „Festmarsch“ op. 12 (um 1900)
  - „Hamlet“, Ouvertüre op. 31 (um 1905)
  - „Rêverie“ für Violine und Orchester op. 23
- Vokalmusik
  - „Amors Rache“, Oper in einem Akt op. 13 (UA 1899)
  - „Der Schneesturm“, Oper in zwei Akten (UA 1916)
  - Chorwerke
  - etwa 30 Lieder
  - Volksliedbearbeitungen
- Kammermusik
  - Streichquartett Nr. 1 G-Dur op. 25
  - Streichquartett Nr. 2 C-Dur op. 28
  - Streichquartett Nr. 3 A-Dur op. 30
  - kleinere Genrestücke für Soloinstrument und Klavier
  - Klavierstücke